# Окна-де-Сус
Окна-де-Сус (рум. Ocna de Sus) — село у повіті Харгіта в Румунії. Входить до складу комуни Прайд.
Село розташоване на відстані 243 км на північ від Бухареста, 53 км на захід від М'єркуря-Чука, 121 км на схід від Клуж-Напоки, 103 км на північ від Брашова.

## Населення
За даними перепису населення 2002 року у селі проживали 1455 осіб.
Національний склад населення села:
| Національність | Кількість осіб | Відсоток |
| -------------- | -------------- | -------- |
| угорці         | 1370           | 94,2%    |
| цигани         | 80             | 5,5%     |
| румуни         | 5              | 0,3%     |

Рідною мовою назвали:
| Мова      | Кількість осіб | Відсоток |
| --------- | -------------- | -------- |
| угорська  | 1361           | 93,5%    |
| циганська | 89             | 6,1%     |
| румунська | 5              | 0,3%     |